# كأس إيطاليا 1992–93
كأس إيطاليا 1992–93 (بالإيطالية: Coppa Italia 1992-1993)‏ هو الموسم 46 من كأس إيطاليا. أقيم خلال الفترة 23 أغسطس 1992 وحتى 19 يونيو 1993، وأشرف على تنظيمه اتحاد إيطاليا لكرة القدم، وكان عدد الأندية المشاركة فيه 48، وفاز فيه نادي تورينو.